# 30

## Nașteri
- 8 noiembrie: Nerva, împărat roman (d. 98)

## Decese
- 7 aprilie: Isus din Nazaret personaj biblic și figură centrală a creștinismului (n. 7 î.Hr.)
- dată necunoscută: Iuda Iscarioteanul apostol, trădătorul lui Isus (n. ?)
- dată necunoscută: Lazăr din Betania personaj biblic (n. ?)
- 7 aprilie: Isus cel istoric Isus din Nazaret privit din punct de vedere istoric (n. ?)
- dată necunoscută: Irod al II-lea fiul lui Irod cel Mare și a Mariamnei a II-a (n. 27 î.Hr.)

- 30/33: Iisus Hristos (Isus din Nazaret), fondatorul creștinismului (n.c. 4 î.Hr.)